# Macrothemis tenuis
Macrothemis tenuis – gatunek ważki z rodziny ważkowatych (Libellulidae). Występuje na terenie Karaibów.